# Receptor AMPA

AMPA

El receptor àcid α-amino-3-hidroxi-5-metil-4-isoazolepropionic (també conegut com a receptor AMPA, AMPAR, o receptor quisqual) és un receptor transmembrana ionotropic del tipus no-NMDA (àcid N-metil-D-aspàrtic) pel glutamat que fa de mediador de la transmissió sinàptica en el sistema nerviós central (SNC). El seu nom es deriva de la seva habilitat per activar-se en entrar en contacte amb l'anàlog artificial del glutamat: AMPA. Aquest receptor fou descobert per Tage Honore i el seu equip de l'escola farmacèutica de Copenhague, i publicat el 1982 al diari de “Journal of Neurochemistry”.
Els AMPARs poden trobar-se en moltes parts del cervell i és especialment fàcil trobar-los com a receptors al sistema nerviós. Cal destacar que el receptor AMPA, tetràmer GluA2 (GluR2), fou el primer receptor de canal iònic corrent del glutamat en ésser cristal·litzat.

## Estructura i funcions

Àcid glutàmic

### Composició d'una subunitat
Els receptors AMPA es componen de quatre tipus de subunitats, designades com GluR1 (GRIA1), GluR2 (GRIA2), GluR3 (GRIA3) i GluR4, anomenada també GluRA-D2 (GRIA4), que es combinen per formar tetràmers.

La majoria d'aquests receptors són heterotetràmers, fet que consisteix en una simetria de dímer-dímer (parelles de dímers simètrics entres sí) de GluR2 i, o bé GluR1, GluR3 o GluR4.
La dimerització s'inicia en el reticle endoplasmàtic amb la interacció dels dominis n-terminal LIVBP i després, el dímer, travessa el domini d'unió al lligand en el porus iònic transmembrana.
La conformació de la subunitat de la proteïna a la membrana plasmàtica ha causat molta controvèrsia. Si bé la seqüència d'aminoàcids de la subunitat va indicar que hi havia quatre dominis transmembrana (parts de la proteïna que passen a través de la membrana plasmàtica), les proteïnes que interaccionen amb la subunitat van indicar que la part n-terminal era extracel·lular, mentre que la C-terminal era intracel·lular. Si cada un dels quatre dominis transmembrana fessin tot el camí a través de la membrana plasmàtica, els dos extrems terminals haurien d'estar en el mateix costat de la membrana. Finalment, es va descobrir que el segon domini transmembrana no és, en realitat, transmembrana del tot, però es torça de nou sobre si mateix dins de la membrana i torna al costat intracel·lular (vegeu el diagrama esquemàtic).
Quan les quatre subunitats del tetràmer s'ajunten, aquest segon domini membranós forma el porus iònic permeable del receptor.
Les subunitats AMPA difereixen majoritàriament en la seva seqüència C-terminal, la qual determina les seves interaccions amb les proteïnes de bastida. Tots els receptors AMPA contenen dominis d'unió a PDZ, però aquest últim és diferent del domini PDZ al qual s'enllaça prèviament. Per exemple, GluR1 s'uneix a través de SAP97 mitjançant el SAP97 de classe I del domini PDZ,
mentre que GluR2 s'uneix a PICK1
i a GRIP/ABP.
La fosforilació dels receptors AMPA pot regular la localització del canal, la conductància i la probabilitat oberta. GluR1 té quatre llocs coneguts de fosforilació a la serina 818 (S818), S831, treonina 840 i S845 (altres subunitats tenen llocs similars de fosforilació, però GluR1 ha estat el més estudiat fins ara). S818 és fosforilada per la PKC, i és necessària per a la potenciació a llarg termini (LTP; paper de la GluR1 a la LTP; vegeu més avall). S831 és fosforilada per CaMKII durant la LTP (de l'anglès Long Term Potetentiation), fet que ajuda a entregar la GluR1 que conté el receptor a les sinapsis,
i així augmenta la conductivitat d'un canal.
El lloc T840 va ser recentment descobert, i s'ha implicat en la LTD. Per acabar, S845 és fosforilat per PKA i per PKC, fet que regula la seva probabilitat oberta.

### Funció del canal iònic
Cada receptor AMPA té quatre llocs on es poden unir els agonistes (com, per exemple, el glutamat), un per cada subunitat.
Es creu que el punt d'unió està format per l'extrem N-terminal, i el llaç extracel·lular entre els dominis de transmembrana tres i quatre.
Quan un agonista s'hi uneix, aquests dos llaços es mouen l'un cap a l'altre per tal de situar-se més propers, obrint d'aquesta manera el porus. El canal s'obre quan dos dels punts d'unió són ocupats,
i incrementa la seva corrent a mesura que van sent ocupats més llocs d'unió.
Un cop obert, el canal pot patir una ràpida dessensibilització, i aturar el corrent. Es creu que el mecanisme de dessensibilització és a causa d'un petit canvi en l'angle d'una de les parts dels llocs d'unió, que provoca el tancament del porus.
Els receptors AMPA s'obren i es tanquen ràpidament, i són així responsables de la majoria de les transmissions sinàptiques excitatòries en el sistema nerviós central.
La permeabilitat al calci i a altres cations com el sodi i el potassi per part dels AMPA receptors, és mediada per la subunitat GluR2. Si hi ha manca de subunitats GluR2, aleshores l'AMPA-R és permeable al sodi, potassi i al calci. La presència de la subunitat GluR2 pràcticament garanteix la impermeabilitat al calci per part del canal. Això és determinat per la modificació post-transcripcional (edició del RNA) del punt d'edició Q/R de la GluR2 mRNA. Aquí, l'editador A→I altera l'aminoàcid glutamina (Q) no carregat, a l'arginina (R) carregada positivament, en el canal de receptor d'ions. L'aminoàcid carregat positivament en el punt crític provoca un estat en què és energèticament poc favorable que el calci entri a la cèl·lula a través del porus. Gairebé totes les subunitats GluR2 al CNS són modificats a la forma GlurR2(R). Això significa que els principals ions que poden entrar a través dels AMPA receptors són el sodi i el potassi. El fet d'activar GluR2 continguts a AMPARs, per tal de previndre l'entrada de calci a la cèl·lula, és dut a terme per protegir la cèl·lula de l'excitotoxicitat.
La composició de la subunitat de l'AMPA receptor és també important per la manera com aquest receptor és modulat. Si a un AMPAR li manquen subunitats de GluR2, aleshores és susceptible de ser bloquejat, en un mode dependent de voltatge, per una classe de molècules anomenades poliamines. Així, quan la neurona es troba amb un potencial de membrana despolaritzat, les poliamines bloquegen el canal AMPAR més fortament, prevenint d'aquesta manera el flux d'ions de potassi a través del porus del canal. Així, els AMPA receptors que no posseeixen GluR2 tenen una corba de rectificació “cap endins” I/V, la qual cosa significa que passen menys corrent cap enfora que cap endins.
Juntament amb l'edició del RNA, la unió i acoblament alternatius de cadenes permeten l'aparició d'un gran nombre de subunitats funcionals de receptors AMPA més enllà del que està codificat al genoma. En altres paraules, tot i que hi ha un gen (GRIA1-4) codificat per a cada subunitat (GluR1-4), la unió que té lloc després de la transcripció de l'àcid desoxiribonucleic permet que alguns exons siguin traduïts de manera intercanviable, donant lloc a moltes subunitats, funcionalment diferents, de cada gen.
La seqüència flip-flop és un exó intercanviable. Una seqüència de 38 aminoàcids trobada prèviament (en direcció a l'extrem C) al quart domini de membrana en totes les quatre subunitats de l'AMPAR, determina la velocitat de dessensibilització del receptor i també la rapidesa amb què el receptor és resensibilitzat. Al mateix temps aquesta seqüència determina el ritme del tancament del canal.
La forma flip és present en receptors AMPA prenatals i aporta un corrent sostingut en resposta a l'activació del glutamat.

## Plasticitat sinàptica

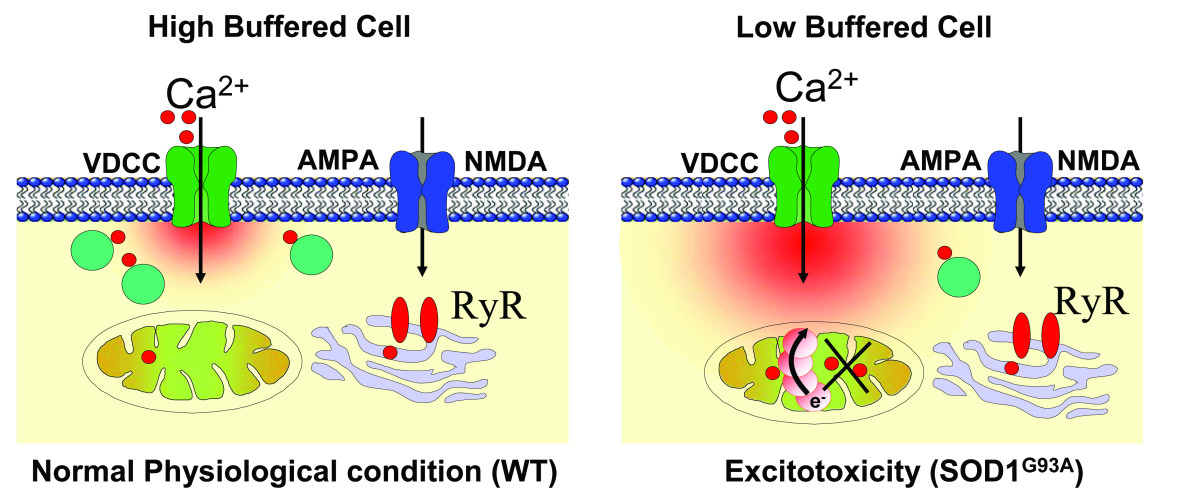
L'escassetat d'ions Ca provoca excitotoxicitat a les neurones motores (a la dreta), en comparació amb les condicions normals

Els receptors AMPA (AMPAR) són el conjunt de receptors de glutamat i canals de cations integrats en la plasticitat i en la transmissió sinàptica en moltes membranes postsinàptiques. Una de les formes de plasticitat més àmpliament i profundament investigades del sistema nerviós és la coneguda com potenciació a llarg termini o LTP (long-term potentiation). Hi ha dos processos necessaris que es produeixen en la LTP:
- alliberació de glutamat presinàptic
- despolarització postsinàptica

Per tant, la LTP pot ser induïda experimentalment en un registre electrofisiològic aparellat quan una cèl·lula presnàptica és estimulada en alliberar glutamat en una cèl·lula postisinàptica despolaritzada. El protocol típic d'inducció de LTP implica una estimulació anomenada tètanus, que és un estímul de 100 Hz durant un segon. Quan aquest protocol s'aplica a dues cèl·lules, s'observa un augment sostingut de l'amplitud del potencial postsinàptic d'excitació (EPSP: excitatory postsynaptical potential). Aquesta resposta és molt interessant perquè es pensa que aquest procés la correlació fisiològica per l'aprenentatge i la memòria en la cèl·lula. De fet, recentment s'ha demostrat que la LTP pot registrar-se en algun hipocamp sinàptic in vivo, gràcies a diferents experimentacions basades en el seguiment paradigmàtic de l'aparellament i el·ludició
 de ratolins.
Les bases moleculars de la LTP han estat intensament estudiades i s'ha demostrat que els receptors AMPA tenen un paper integral en aquest procés. Tant el receptor 1 de glutamat com el 2 són elements bàsics i de gran importància de la plasticitat sinàptica. Actualment se sap que la correlació fisiològica subjacent en l'increment de la mida d'EPSP és una regulació per increment postsinàptic dels receptors AMPA a la membrana. Que s'aconsegueix gràcies a les interaccions d'AMPARS amb moltes proteïnes cel·lulars.
L'explicació més simple per la LTP és la següent: el glutamat s'uneix a un receptor d'AMPA postinàptic i a un altre receptor de glutamat anomenat receptor NMDA (N-methyl-D-aspartic àcid: àcid n-metil-D-aspàrtic). La creació d'aquest lligand provoca que el receptor AMPA s'obri i indueixi un flux d'ions sodi (Na+) fent que el Na+ flueixi cap a la cèl·lula postsinàptica donant lloc a una despolarització.
Per altra banda, el receptor NMDA no s'obre directament, ja que els seus porus es tanquen quan el potencial de membrana està en repòs pels ionsMg2+. Així doncs, els receptors NMDA només s'obren quan una despolarització per l'activació del receptor de l'AMPA, que comporta una alliberació d'ions Mg2+ cap a l'espai extracel·lular i permetent així que els porus deixin passar corrent. A diferència dels receptors AMPA, els receptors NMDA són permeables tant al Na+ com al Ca2+. El Ca2+ que entra en la cèl·lula desencadena una regulació per increment dels receptors AMPA en la membrana cosa que comporta un augment a llarg termini de la mida del ESPS subjacent a LTP. L'entrada de calci en la cèl·lula també provoca la fosforilació del CaMKII, el qual fosforila els receptors AMPA augmentant la conductivitat del canal.

## Lligands

### Agonistes
- 5-Fluorowillardina.
- AMPA, mimetitza els efectes del neurotransmissor glutamat
- Àcid domoic
- Àcid quisquàlic, causa excitotoxicitat i és usat en neurociència per destruir selectivament neurones del cervell o de la medul·la espinal.

### Moduladorsal·lostèricspositius
- Aniracetam
- Ciclotiazida, antihipertensiu.
- CX-516
- CX-546
- CX-614
- CX-691
- CX-717
- IDRA-21
- LY-392, 098
- LY-404,187
- LY-451, 395
- LY-451, 646
- LY-503,430[25][26]
- Oxiracetam
- PEPA (droga)
- Pramiracetam
- Sunifiram

### Antagonistes
- CNQX (6-ciano-7-nitroquinoxalina-2,3-diona)
- Àcid quinurènic (ligand endogen)
- NBQX
- Tezampanel (LY-293,558)

### Moduladors al·lostèrics negatius
- GYKI-52,466
- GYKI-53,665
- Perampanel
- Talampanel